# Mimosa daleoides
Mimosa daleoides är en ärtväxtart som beskrevs av George Bentham. Mimosa daleoides ingår i släktet mimosor, och familjen ärtväxter. Inga underarter finns listade i Catalogue of Life.